# Francesco Marrassini
Francesco Marrassini (Pistoia, 16 giugno 1937 – Pistoia, 4 febbraio 2023) è stato un dirigente sportivo italiano.
È stato presidente dell'Agliana, società nata nel 1984, dal 1990 fino al 2007, anno della mancata iscrizione della società alla massima serie calcistica femminile. Dopo alcuni anni come collaboratore è stato presidente dell'Aglianese femminile dal 1990, con lui l'Aglianese ha vinto uno scudetto nel 1994-1995 e la Coppa Italia 1997.
Nell'agosto 1997 contattò senza successo Susana Werner, la fidanzata di Ronaldo, per inserirla nella sua squadra.
Muore il 4 febbraio 2023, ricordato per il suo apporto al calcio femminile toscano in un articolo de La Nazione.